# Cẩm Tâm
Cẩm Tâm là một xã thuộc huyện Cẩm Thủy, tỉnh Thanh Hóa, Việt Nam.

## Địa giới hành chính
Xã Cẩm Tâm là xã nằm ở phía nam của huyện Cẩm Thủy.
- Phía bắc giáp các xã Cẩm Châu và Cẩm Yên, huyện Cẩm Thủy.
- Phía đông giáp xã Cẩm Vân, huyện Cẩm Thủy.
- Phía nam giáp xã Yên Lâm, huyện Yên Định và xã Lộc Thịnh, huyện Ngọc Lặc.
- Phía tây giáp các xã Lộc Thịnh và Đồng Thịnh, huyện Ngọc Lặc.

## Hành chính
Năm 1964, xã Cẩm Tâm (cũ) được chia tách thành hai xã: Cẩm Tâm (mới) và Cẩm Châu.
Năm 2009, sau khi thị trấn nông trường Thống Nhất (huyện Yên Định) được giải thể, 173,83 ha diện tích tự nhiên và 259 người do thị trấn nông trường Thống Nhất quản lý đã được chuyển về xã Cẩm Tâm.